# Central Desert
Central Desert är en kommun i Australien. Den ligger i territoriet Northern Territory, omkring 1 000 kilometer söder om territoriets huvudstad Darwin. Antalet invånare var 3 677 vid folkräkningen 2016.
Följande samhällen finns i Central Desert:
- Tanami